# Loza fina de San Mamés de Busturia

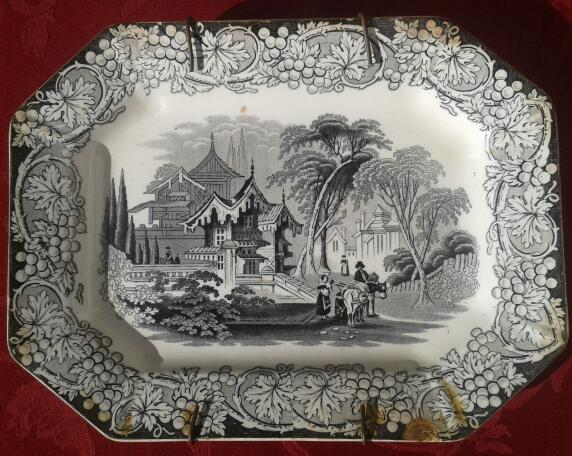
Fuente ochavada de San Mamés de Busturia, con el recurrente motivo de los muleros.

Loza fina de San Mamés de Busturia se llamó a la producida a mediados del siglo xix en la fábrica de lozas y medias porcelanas ("china-opaca") de la ría de Guernica, en Vizcaya (País Vasco-español). Con una estética muy similar a la producida en la antigua factoría de Sargadelos, e imitando modelos ingleses, franceses, sevillanos y talaveranos, esta de Busturia imprimió cierto sello de identidad en los hogares vascos de señorío y las vajillas de la alta y media burguesía.

## Historia
Activa tan solo entre 1842 y 1862, por iniciativa de su fundador, Gaspar de Milicua y Zuricalday, la fábrica de loza fina de "San Mamés" compitió en el entorno geográfico de la Cornisa Cantábrica con las lozas de la modesta fábrica de Media Porcelana Belarra y Cía., y en el panorama nacional español con emporios cerámicos como la La Cartuja de Sevilla y la antigua factoría de Sargadelos que cerró precisamente en el mismo año de la creación de esta de Busturia.
La fábrica se instaló en la orilla izquierda de la ría de Guernica, al costado del caserío de Santarena (entre Mundaca y Pedernales). Con anterioridad hubo en ese lugar una tejería artesana activa desde el siglo XVIII, que también elaboraba vasijas de alfarería para usos domésticos.
Se atribuye a las familias Bulucua y Chirapozu la transformación, hacia 1830, del tejar en un taller de cacharrería más ambicioso, siguiendo modelos talaveranos. Más tarde, en 1843, una nueva remodelación y ampliación supuso también la creación de una Sociedad Anónima, en la que Bulucua y Chirapozu se unieron con algunos financieros bilbaínos (Maruri, Orbegozo y Sologaistoa), comenzando a producir piezas de china opaca o semiporcelana, imitando las nuevas técnicas de estampación llegadas de las factorías inglesas de Worcester, Bristol o Stafford.
Para la infraestructura industrial se contó desde un principio con el molino de Malluguiza, situado aguas arriba de la ría de Guernica y se instaló un secadero-estufa calentado por vapor, prensas y hornos de sección circular en varios tamaños. Como combustible se recurrió al carbón mineral asturiano y traído por vía marítima desde Gijón hasta un muelle –construido a tal efecto– de 178 pies de largo. Como material para la fabricación de lozas se extraían tierras arcillosas de barreras vecinas de Cortézubi, además de sílice y caolín refinados, comprados en Espelette (País Vasco-francés) y enviados desde el puerto de Bayona. Este tráfico comercial se extendió en ocasiones al foco cerámico de cerámica de Manises para la adquisición de colores y barnices.
En principio se contó con ceramistas extranjeros para la dirección de la fábrica, el inglés Ange Decan y el decorador francés Margaine, que a partir de 1852 fueron sustituidos por Pedro G. Agüero, coincidiendo con su periodo más esplendoroso y de mejor calidad y belleza. Los alfareros fueron traídos de la fábrica de la Santa Casa de Misericordia de Bilbao y de Vitoria.

### Características
Fabricada en tres tonos (negro, ocre y verde) y representando temas de género con modelos fijos de trepa, la loza iluminada de "San Mamés" presentaban la marca en seco y enmarcadas en cuatro líneas con la leyenda "Busturia-Vizcaya-Media-Porcelana", o bien solo tres líneas dentro de un círculo: "Busturia-en-Vizcaya".
Siguiendo modelos gallegos ya fabricados en Sargadelos, "San Mamés" aplicó en parte de su producción el flown blue, técnica inglesa caracterizada por la "estampación de motivos difuminados por expansión del dibujo sobre la superficie de las piezas, o con perfiles netos no difundidos en aquella". Predominaba la decoración vegetal dispersa e irregular, con hojas o flores y ramas florales estilizadas, motivos coloreados en azul.   
Entre las piezas más populares, destacan los platos con paisajes o vistas, las escribanías (imitando una cómoda, en azul y marrón; además de teteras, soperas, tazas, cafeteras, jaboneras, jarras y esbeltos aguamaniles. A esta vajilla esencial habría que añadir otras piezas producidas más curiosas, como las aguabenditeras, esparragueras, pequeños orinales con aspecto de polveras, aceituneros y palomas de loza barnizadas en blanco con plumas en azul. Y entre los motivos o temas más frecuentes en las decoraciones, puede verse al "tratante de caballos", al "cura párroco de la aldea", a "las lavanderas" o a los jinetes del "paseo ecuestre".

### Azulejería
La casa-palacio de Chirapozu, en Busturia, conserva una altar de azulejería dedicado a la Virgen del Rosario. Aunque el colorido y la técnica de decoración son típicas de la cerámica de Talavera de la Reina o de la cerámica sevillana, los investigadores parecen coincidir en que se hizo en "San Mamés".